# Moog (instrumento musical)

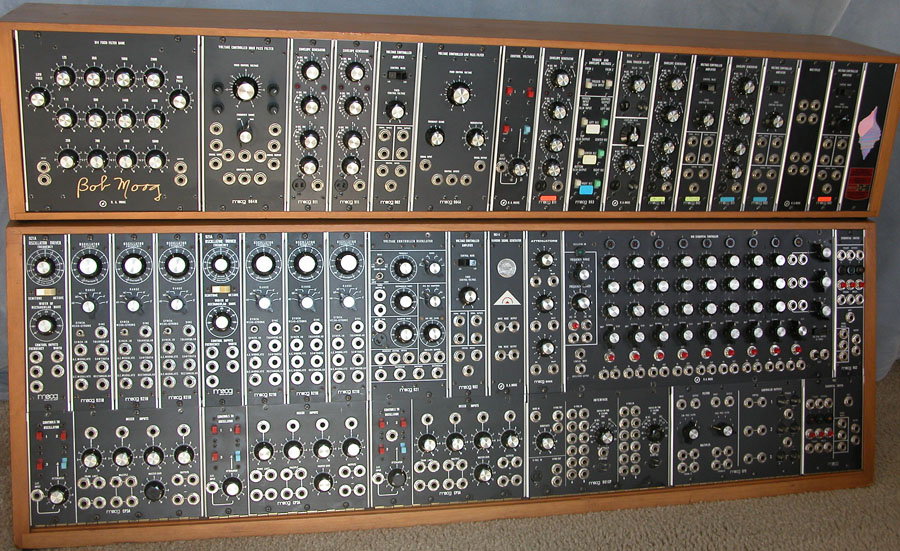
Sintetizador modular Moog 55.

Moog designativo genérico para sintetizadores de música (analógicos e digitais)  projetados por Robert Moog, ou produzidos na empresa Moog Music, comercializados a partir de 1964.
Inicialmente era um monofônico (possível tocar uma nota por vez), desafinava constantemente devido à instabilidade dos osciladores. Era construído em módulos separados cada qual com sua função (gerador de envelope, filtro, oscilador, etc), cujas combinações permitiam a geração de infinitas possibilidades de timbres e sons acionados por meio de um teclado.
O modelo mais famoso foi o Minimoog D fabricado em 1971, em formato compacto dos módulos do sistema Moog em uma única peça com capacidade de síntese reduzida mas de fácil operação para qualquer músico. Destacou-se como o pontapé inicial na evolução dos teclados eletrônicos comercializados até a atualidade no que se refere a forma e praticidade.

## Etmologia
O nome do sintetizador é proveniente do sobrenome do seu criador Moog:
— Entrevistador: Antes de mais nada: o seu nome rima com "vogue" ou é como um "mu" de vaca com um "G" no final?
— Dr. Robert Moog: Rima com vogue. Essa é a pronúncia alemã costumeira. O avô do meu pai veio de Marburgo, Alemanha. Gosto do modo como essa pronúncia soa, é melhor do que a forma "mu-g".
Os linguistas observam que o som inglês "ou" em "vogue" é uma aproximação livre da pronúncia germânica do sobrenome Moog. O som inglês em "vogue" é um ditongo que não existe no alemão, enquanto o som original germânico é um "o:" curto que não existe na fonologia inglesa padrão, embora seja comum em alguns dialectos setentrionais.
Em uma cena do documentário Moog, Robert Moog descreve as três pronúncias do nome: a pronúncia holandesa original, ("moch"), a pronúncia germânica (preferida, rima com vogue), e a pronúncia mais comum em países de língua inglesa (com o som /u/ longo). Moog informa que partes de sua família preferem pronúncias diferentes do nome, mas que sua preferencia é a pronúncia germânica.

## Lista de sintetizadores Moog
- Moog modular synthesizer (1963–1980)
- Minimoog D (1971–1982)
- Moog Satellite (1974–1979)
- Moog Sonic 6 (1974–1979)
- Micromoog (1975–1979)
- Polymoog (1975–1980)
- Minitmoog (1975–1976)
- Moog Taurus (1976–1983)
- Multimoog (1978–1981)
- Moog Prodigy (1979–1984)
- Moog Liberation (1980)
- Moog Opus-3 (1980)
- Moog Concertmate MG-1 (1981)
- Moog Rogue (1981)
- Moog Source (1981)
- Memorymoog (1982–1985)
- Moogerfooger (1998–atualmente)
- Minimoog Voyager (2002–atualmente)
- Little Phatty (2006–atualmente)
- Minimoog Voyager Old School (2008)
- Moog Guitar(2008)
- Minitaur (2012)
- Sub Phatty (2013)
- Sub-37 (2014)